# Aristaeopsis edwardsiana
Aristaeopsis edwardsiana  (лат.) или «карабинерос» (от исп. Carabineros, полностью Gamba carabinero, букв. «рак-карабинер»; название также используется для двух других видов) — глубоководный вид десятиногих раков из подотряда Dendrobranchiata.

## Основная информация
Гигантские красные креветки, впервые описаны британским натуралистом Джеймсом Джонсоном в 1867—1868 годах. Видовое название дано в честь зоолога, специалиста по морской фауне (в том числе карцинолога) Анри Мильн-Эдвардса (1800—1885).
Тело узкое, уплощено с боков; длина — до 30 см, с вытянутой головогрудью (до 104 мм). Окраска ярко-красная. Рострум самцов отличается тремя продольными гребнями, у самок гладкий. Усики длинные. Водятся в глубоких водах (500—2000 м), питаются органическими остатками. В сезон размножения самка откладывает от трехсот тысяч до полутора миллионов икринок.
Промысловый вид юга Пиренейского полуострова, в меньшей степени — в других частях восточной Атлантики. Добывается глубоководным тралением, круглогодично. Входит в бюджетную (ввиду обильной добычи) испанскую кухню, особенно в муниципалитетах Тарифа и Кониль-де-ла-Фронтера испанской провинции Кадис.
Названия на других языках:
- Английский: Scarlet gamba prawn, Scarlet shrimp[4].
- Немецкий: Rote Riesengarnele.
- Французский: Gambon écarlat, Сrevette impèriale[5].
- Испанский: Carabinero, Chorizo rojo, Langostino moruno.
- Португальский: Carabineiro-cardenal.